# Open Gaz de France 2006
Open Gaz de France 2006 — жіночий тенісний турнір, що проходив на закритих кортах з твердим покриттям стадіону П'єр де Кубертен у Парижі (Франція). Це був 14-й за ліком Open GDF Suez. Належав до турнірів 2-ї категорії в рамках Туру WTA 2006. Тривав з 6 до 12 лютого 2006 року. Амелі Моресмо здобула титул в одиночному розряді.

## Фінали

### Одиночний розряд
Амелі Моресмо —  Марі П'єрс 6–1, 7–6(7–2)
- Для Моресмо це був 2-й титул за сезон і 22-й - за кар'єру.

### Парний розряд
Емілі Луа /  Квета Пешке —  Кара Блек /  Ренне Стаббс 7–6(7–5), 6–4
- Для Луа це був 2-й титул за сезон і 18-й - за кар'єру. Для Пешке це був 1-й титул за рік і 6-й - за кар'єру.